# جزیره مارگیت

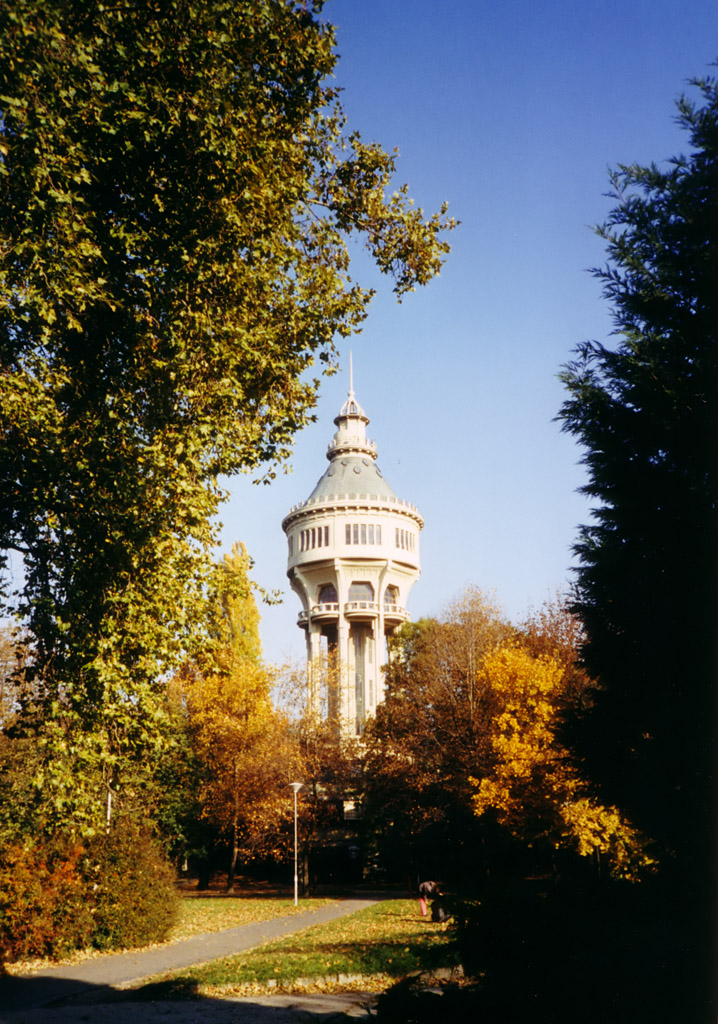
برج آب، جاذبه معروف این جزیره.

جزیره مارگیت (مجاری: Margitsziget) یک جزیره با بزرگی ۲٫۵ کیلومتر (۱٫۶ مایل) است که در وسط رود دانوب در مرکز بوداپست قرار دارد. این جزیره مرکز تفریحی در بوداپست است و با دو پل پل مارگیت (جنوب) و پل آرپاد (شمال) به دیگر بخش‌های بوداپست وصل می‌شود. 